# Tottonpolynoe symantipatharia
Tottonpolynoe symantipatharia är en ringmaskart som beskrevs av Pettibone 1991. Tottonpolynoe symantipatharia ingår i släktet Tottonpolynoe och familjen Polynoidae.
Artens utbredningsområde är havet kring Nya Zeeland. Inga underarter finns listade i Catalogue of Life.